# Escritório de Letras Latinas
O Escritório de Letras Latinas é um departamento da Secretaria de Estado da Cúria Romana da Santa Sé na Cidade do Vaticano. É bem conhecido entre os latinistas modernos como o lugar onde os documentos da Igreja Católica são escritos ou traduzidos para o latim.

## História
O Secretariado de Breves aos Príncipes e de Letras Latinas, ou em suma Secretaria de Breves, foi um dos chamados escritórios da Cúria Romana que foram abolidos no século XX. O secretário para as letras latinas era um prelado ou camareiro particular cujas funções eram escrever as cartas de menor solenidade que o soberano pontífice endereça a diferentes personagens.
Na época da reforma da Cúria Romana pelo Papa Paulo VI, o escritório antes conhecido como Secretário de Breves dos Príncipes havia sido renomeado mais prosaicamente como Departamento de Língua Latina da Primeira Seção da Secretaria de Estado. Não mais dirigido por um cardeal, havia perdido um pouco de seu brilho, mas continuava sendo o verdadeiro centro de comunicações do Vaticano.

## Século 21
Reginald Foster foi um padre católico americano e frade da Ordem dos Carmelitas Descalços, nascido em Milwaukee, Wisconsin, em 14 de novembro de 1939. Notável especialista em latim, trabalhou na Seção de Letras Latinas da Secretaria de Estado do Vaticano. Foster tornou-se um dos latinistas do Papa no final dos anos 1960. 
Hoje, os sete latinistas do escritório têm um fluxo constante de trabalho e às vezes ficam para trás. Quando a encíclica do Papa Bento XVI, Caritas in veritate, foi publicada em julho de 2009, nenhum texto latino foi divulgado, aparentemente pela primeira vez. Os tradutores ainda estavam trabalhando no documento, e a versão latina só foi publicada no final de agosto, somente depois de ter sido enviada pela DHL ao leito de Foster para correções. 